# Station Scarborough
Scarborough is een spoorwegstation van National Rail in Scarborough in Engeland. Het station is eigendom van Network Rail en wordt beheerd door First TransPennine Express. 